# Pavlos Kountouriotis

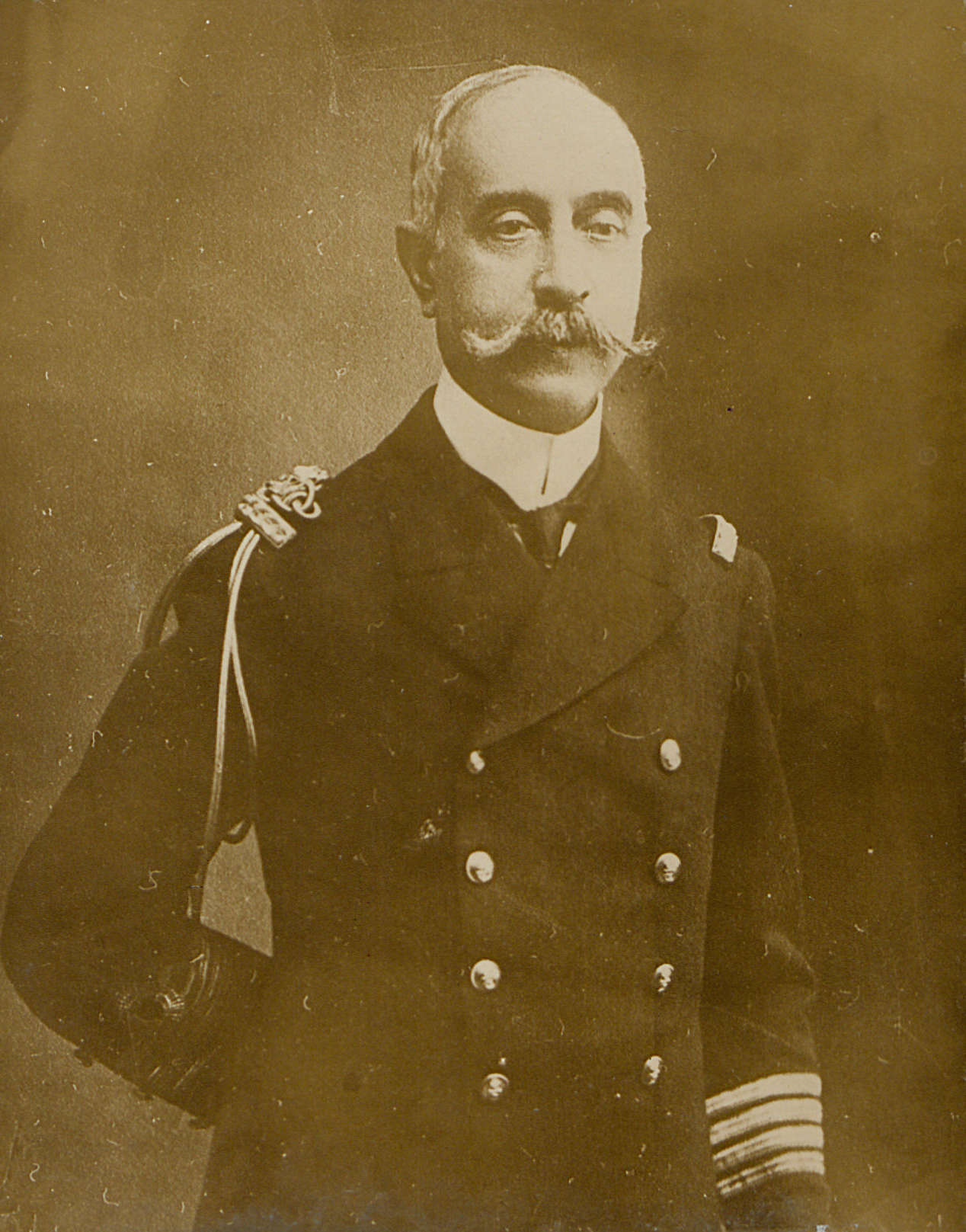
Pavlos Kountouriotis, 1916.

Pavlos Kountouriotis (grekiska: Παύλος Κουντουριώτης), född 9 april 1855 på Hydra, död 22 augusti 1935 i Palaió Fáliro, var en grekisk sjömilitär och politiker.
Kountouriotis, som tillhörde en gammal redarfamilj, var 1912–1913 chef för grekiska flottan och höll med denna den turkiska flottan innestängd i Dardanellerna. 1915–1916 och 1917–1919 var Kountouriotis marinminster. Som motståndare till Greklands neutralitetspolitik under första världskriget tillhörde han tillsammans med Eleutherios Venizelos och Panayotis Danglis den för nationalförsvaret tillsatta tremannakommissionen. Vid republikens proklamerande 1924 blev Kountouriotis förste president, trädde tillbaka under Pangalos diktatur 1926 men fungerade från augusti sistnämnda år till december 1929 på nytt som president.